# Marie-Jean-Célestin Douais
Marie-Jean-Célestin Douais est un historien médiéviste et évêque français, né à Béziers le 21 mars 1848, et mort à Beauvais le 28 février 1915.

## Biographie
Il a enseigné l'histoire à l'Institut catholique de Toulouse. Il sera nommé évêque de Beauvais où il demeura jusqu'à sa mort en 1915. 
Ses travaux sur l'histoire  toulousaine et l'ordre dominicains sont caractérisés par l'exploitation de première main des archives et manuscrits conservés à Toulouse. Ses archives et travaux en cours brûlèrent lors de l'incendie de son évêché durant la première guerre mondiale.
Il est le premier évêque de France à avoir institué en 1908, dans son diocèse de Beauvais, une récompense diocésaine, sous la forme d'une croix appendue à un ruban.

## Publications
- Essai sur l’organisation des études dans l’Ordre des frères prêcheurs au treizième et au quatorzième siècle (1216-1342) : Première province de Provence - Province de Toulouse, avec de nombreux textes inédits et un état du personnel enseignant dans cinquante-cinq couvents du midi de la France, Paris-Toulouse, Picard / Privat, 1884.
- Les frères prêcheurs en Gascogne au XIIIe et XIVe siècles, chapitres, couvents et notices, 2 vol., Paris-Auch, Champion / Cocheraux, 1885.
- Les frères prêcheurs à Pamiers au XIIIe et au XIVe siècles (1269—1333), Paris, Picard, s.d., Extrait des comptes rendus du Congrès tenu à Pamiers par la Société française d’Archéologie en mai 1884.
- Acta capitulorum provincialium ordinis fratrum predicatorum. Première province de Provence, province romaine, province d’Espagne (1239-1302), Toulouse 1894.
- Acta capitulorum provincialium : première province de Provence 1246-1303 ; province de Toulouse : 1303-1340, dans C. Douais éd., Les frères prêcheurs en Gascogne au XIIIe et au XIVe siècles, Paris-Auch, 1885, p. 59-253.
- Un nouvel écrit de Bernard Gui : le synodal de Lodève (1325-1326) accompagné du Libellus de articulis fidei du même, Paris, 1894.